# Greg Norton
Greg Norton (* 13. März 1959 in Rock Island, Illinois) ist ein US-amerikanischer Bassist, der durch seine Tätigkeit in der Band Hüsker Dü bekannt geworden ist.

## Werdegang
Greg Norton wuchs in Mendota, Minnesota, auf und arbeitete während seiner Jugend zusammen mit Grant Hart in dem Plattenladen Memory Lane in St. Paul. Zusammen mit Hart und Bob Mould, der häufig in diesem Laden einkaufte, gründete er im Jahre 1978 die Band Hüsker Dü. Durch seinen ausgefallenen Schnurrbart setzte er sich äußerlich stark von seinen Mitmusikern ab. Eine andere Leidenschaft, der er in diesen Jahren nachging, war das Kochen.
Nach der Auflösung von Hüsker Dü im Jahre 1987 gründete er mit zwei Weggefährten aus Hüsker-Dü-Zeiten, Colin Mansfield (Gitarre) und Jo Jones (Schlagzeug), die Band Grey Area, die es zu einiger Bekanntheit im Bereich der Twin Cities (Minneapolis + St. Paul) brachte. Während ihrer Existenz war die Band zweimal für Aufnahmen in einem Tonstudio; diese wurden jedoch nie veröffentlicht. Grey Area lösten sich 1991 auf.
Danach verließ Norton das Musikgeschäft, um sich ganz auf das Kochen zu konzentrieren. Zusammen mit seiner Frau Sarah, die er 2001 heiratete, eröffnete er 2003 in Red Wing, Minnesota, das Restaurant „The Norton’s“, welches für seine Weinauswahl mehrfach ausgezeichnet wurde.
2022 gründete er mit Finny McConnell (The Mahones) und Jamie Oliver (SNFU) die Band Ultrabomb, mit der er Ende 2023 auf Europatournee ging.

## Diskografie

### Mit Hüsker Dü
- 1981: Land Speed Record (live)
- 1982: Everything Falls Apart
- 1983: Metal Circus (EP)
- 1984: Zen Arcade
- 1985: New Day Rising
- 1985: Flip Your Wig
- 1986: Candy Apple Grey
- 1987: Warehouse: Songs and Stories
- 1994: The Living End (live 1987)

### Mit The Gang Font
- 2007: The Gang Font feat. Interloper

### Mit Ultrabomb
- 2022: Time to Burn (DC-Jam Records)
- 2024: Dying to Smile (DC-Jam Records)